# Корьюс, Кевин
Кевин Корьюс (эст. Kevin Korjus; родился 9 января 1993 года) — эстонский автогонщик. Победитель Еврокубка Формулы-Рено 2.0 (2010).

## Общая информация
Отец Кевина, Айвар, участвовал в национальных соревнованиях по мотокроссу.

## Спортивная карьера
Эстонец начал свою гоночную карьеру в 2006 году, сев за руль карта. За следующие несколько лет он выиграл несколько юниорских картинговых турниров в Прибалтике, продемонстрировав неплохую скорость. В 2008 году менеджмент пробует Кевина в гонках формульных серий, найдя ему место в чемпионате финского чемпионата двухлитровой Формулы-Рено. Попытка оказалась удачной: в этом небольшом первенстве Корьюс быстро начинает на равных бороться с лидерами пелотона, выигрывает три гонки и занимает в чемпионате второе место. Данный результат позволяет менеджменту пилота сосредоточить его карьеру на гонках формульного типа, отказавшись от активных выступлений в картинге.
В следующие несколько лет Кевин продолжает участвовать в гонках на подобной технике, постепенно переходя в более престижные серии: в 2009-10 годах он гоняется в Западноевропейском кубке, где уже в первый сезон за счёт стабильных финишей в очковой зоне завершает год в Top5. Через год, участвуя на полном расписании в главном первенстве на подобной технике — Еврокубке — он выигрывает половину гонок чемпионата и с преимуществом более чем в шестьдесят очков завоёвывает титул. Успехи юного эстонца заинтересовывают компанию Gravity Sport Management, предложившую Кевину финансовую поддержку в обмен на управление его гоночной карьерой.
В 2011-12 годах эстонец участвует в старшей серии формульной иерархии автоконцерна Renault: Формуле-Рено 3.5. Заполучив место в сильном коллективе Tech 1 Racing Кевин уже в первый год показывает неплохую скорость, выигрывает несколько гонок и занимает шестое место в личном зачёте, набрав в десять раз больше очков, чем его тогдашний партнёр по команде Артур Пик. Через год он пытается претендовать на титул, получив в партнёры одного из сильнейших молодых гонщиков того времени — француза Жюля Бьянки. Второй сезон, однако, не получается столь же сильным как первый: Бьянки, как и предполагалось до старта, боролся за титул, а Корьюс лишь с трудом финишировал в очках. В середине сезона менеджмент перевёл Кевина в другую команду, что дало относительный успех: эстонец стал регулярно финишировать в очках и к концу сезона поднялся в Top10 личного зачёта. Дабы как-то поднять веру в свои силы Корьюса, по ходу года его также отправляют на несколько гонок на технике класса Формула-3.
В межсезонье менеджмент Корьюса вновь меняет серию для своего пилота, переводя его в GP3 в команду Koiranen GP.

## Статистика результатов в моторных видах спорта

### Сводная таблица
| 2008 | Финская Формула-Рено 2.0                           | T.T.Racing Team           | 12 | 0 | 4 | 3 | 290 | 2-й  |
| 2008 | Эстонская Формула-Рено 2.0                         | T.T.Racing Team           | 2  | 0 | 0 | 0 | 40  | 4-й  |
| 2008 | Формула-Рено 2.0. Чемпионат североевропейской зоны | T.T.Racing Team           | 4  | 0 | 0 | 0 | 55  | 3-й  |
| 2009 | Формула-Рено 2.0. Североевропейский кубок          | T.T.Racing Team           | 16 | 0 | 0 | 0 | 201 | 5-й  |
| 2010 | Формула-Рено 2.0. Североевропейский кубок          | Koiranen Bros. Motorsport | 5  | 2 | 3 | 5 | 150 | 8-й  |
| 2010 | Еврокубок Формулы-Рено 2.0                         | Koiranen Bros. Motorsport | 16 | 6 | 3 | 9 | 187 | 1-й  |
| 2011 | Формула-Рено 3.5                                   | Tech 1 Racing             | 17 | 0 | 1 | 3 | 120 | 6-й  |
| 2011 | Auto GP                                            | DAMS                      | 2  | 0 | 0 | 0 | 7   | 18-й |
| 2012 | Формула-Рено 3.5                                   | Tech 1 Racing             | 16 | 0 | 0 | 0 | 69  | 10-й |
| 2012 | MSV F3 Cup (Гостевой зачёт)                        | Double R Racing           | 1  | 0 | 0 | 0 | 0   | НК   |
| 2012 | Гран-при Макао Ф3                                  | Double R Racing           | 1  | 0 | 0 | 0 |     | 13-й |